# جو كلايتون
جو كلايتون (بالإنجليزية: Jo Clayton)‏ (15 فبراير 1939، موديستو في الولايات المتحدة - 13 فبراير 1998، بورتلاند في الولايات المتحدة)؛ كاتِبة وروائية أمريكية.